# Mercè Muntanyola i Garriga
Mercè Muntanyola —o Montañola— i Garriga (Barcelona, 14 de gener de 1912 - Barcelona, 14 de juny de 1997) fou una historiadora i professora de la Universitat de Barcelona.
Nascuda a Barcelona el 1912, es llicencià el 1935 en Filosofia i Lletres a la Universitat de Barcelona en l'especialitat d'Història antiga amb el premi "cum laude". Membre de la mateixa promoció que Salvador Espriu, Bartomeu Rosselló-Pòrcel i Amàlia Tineo, participà en el Creuer pel Mediterrani organitzat el 1933 pel Ministeri d'Educació espanyol, en el qual prengueren part uns cent-cinquanta estudiants i que marcaria tota una generació universitària.
A mitjans dels anys 30 començà a treballar al Museu d'Arqueologia de Catalunya sota la direcció de Pere Bosch i Gimpera. El 1938 fou nomenada professora interina de la Facultat de Filosofia i Lletres, i oficial segona de la Secció d'Excavacions i Arqueologia del Servei del Patrimoni Artístic, Històric i Científic de la Generalitat de Catalunya. El 1939, superat l'expedient de depuració, fou contractada per l'Escola de Bibliotecàries per substituir Ferran Soldevila, i es va reintegrar al museu (ja sota la direcció de Martín Almagro), per fer de bibliotecària. Més endavant, a la segona meitat de la dècada dels anys quaranta, feu de professora ajudanta en Història antiga a la Universitat de Barcelona.
Tingué un paper rellevant en l'organització dels primers cursos a la zona arqueòlogica d'Empúries i va contribuir a organitzar la Secció Espanyola de l'Istituto Internazionale di Studi Liguri.
Casada amb un dels deixebles de Bosch i Gimpera, l'arqueòleg Pere de Palol, director del Museu Arqueològic de Girona, seguiria el seu marit en els seus successius destins universitaris. Muntanyola exercí una gran influència en el seu fill, l'escriptor Miquel de Palol.

## «Compliment a Mercedes»
El poeta i amic seu Bartomeu Rosselló-Pòrcel li dedicà una poema per felicitar-la un dia de la Mercè, i l'hi portà a casa. El poema «Compliment a Mercedes» està recollit al poemari Imitació del focː Els clavells s'incendien, / per imitar-te, quan / tu passes per davant. / I, per felicitar-te, / les pluges ploren, fan / damunt els vidres, vidre, / damunt el vidre, cant. / El carrer de Montcada, / el dia del teu sant, / t'abraci, vell, galant. / Per brodar-te la gràcia / no trobo diamant. / Barcelona, 23 de setembre de 1937